# Buenavista (ganadería)
Buenavista es una ganadería española de reses bravas, fundada en 1988 por Dña. Clotilde Calvo Sánchez. La ganadera compró ese año el hierro, que estaba formado por ganado de Salustiano Galache procedente de Urcola; le añadió reses de Juan Pedro Domecq y desde entonces este encaste abarca el total de la ganadería, y no queda nada de Urcola. La totalidad de las reses pasta en la finca “Buenavista”, situada en el término municipal del Castillo de las Guardas, en la provincia de Sevilla; está inscrita en la Unión de Criadores de Toros de Lidia.
El hierro guarda similitudes con el de Pablo Romero, formando una omega con una “B” inclinada en el centro, pero sin las aspas del hierro de Pablo Romero.

## Historia de la ganadería
En el año 1928 Francisco Trujillo forma una ganadería que es adquirida tiempo después por Celso Pellón aumentándola con reses de la ganadería de Campos Fuentes, y más tarde con un semental del Conde de Santa Coloma. En 1939 es reestructurada por Andrés Jiménez Garrudo, que la vendió seis años más tarde a Sebastián González Vicente. No la tendrá durante mucho tiempo, pues al año siguiente la vende a los hijos de Eugenio Ortega; la tendrán en propiedad durante casi 30 años hasta 1974, cuando es adquirida por Gregorio Ortega Estévez, que elimina todo el ganado de Campos Fuentes y de Santa Coloma y la forma con vacas y sementales de Salustiano Galache, de encaste Urcola. En 1988 es adquirida por la actual propietaria y ganadera, Clotilde Calvo Sánchez, cambiando el hierro y la divisa y eliminando todo el ganado Urcola, formándola con vacas y sementales de Juan Pedro Domecq; de esta forma, nació la ganadería de BUENAVISTA.

### Toros célebres
- Diminuto: indultado por Finito de Córdoba en Jaén el 17 de octubre de 2001, cortándole las dos orejas y el rabo simbólicos.[5][6]
- Importante: herrado con el n° 55, de 495 kg de peso. Fue indultado por Manuel Jesús “El Cid” en la plaza de toros del Puerto de Santa María el 10 de agosto de 2013; el toro demostró bravura y nobleza durante la lidia, lo que hizo se le pidiera el indulto con fuerza.[7][8]
- Orgulloso: indultado por Torres Jerez en un festejo mixto celebrado en El Ejido el 25 de abril, al que le cortó de forma simbólica las dos orejas y el rabo.[9][10]

## Características
La ganadería está conformada con reses de Encaste Juan Pedro Domecq en la línea de Juan Pedro Domecq Solís. Atienden en sus características zootécnicas a las que recoge como propias de este encaste el Ministerio del Interior:
- Toros elipométricos y eumétricos, más bien brevilíneos con perfiles rectos o subconvexos, con una línea dorso-lumbar recta o ligeramente ensillada; y la grupa, con frecuencia, angulosa y poco desarrollada y las extremidades cortas, sobre todo las manos, de radios óseos finos.
- Bajos de agujas, finos de piel y de proporciones armónicas, bien encornados, con desarrollo medio, y astifinos, pudiendo presentar encornaduras en gancho. El cuello es largo y descolgado, el morrillo bien desarrollado y la papada tiene un grado de desarrollo discreto.
- Sus pintas son negras, coloradas, castañas, tostadas y, ocasionalmente, jaboneras y ensabanadas, estas últimas por influencia de la casta Vazqueña. Entre los accidentales destaca la presencia del listón, chorreado, jirón, salpicado, burraco, gargantillo, ojo de perdiz, bociblanco y albardado, entre otros.

## Premios y reconocimientos
- 2005: Premio al mejor toro de la Feria de la Salud de Córdoba 2005 por el toro Galloso, lidiado por Finito de Córdoba el 26 de mayo.[12]
- 2012: Premio al mejor toro de la Feria del Corpus de Granada 2011 por el toro Maletillo, lidiado por El Cid el 25 de junio; se le concedió la vuelta al ruedo al animal por la bravura demostrada en la lidia.[13]
- 2014: Premio taurino Paco Flores al mejor toro de la temporada taurina del Puerto 2013 por el toro Importante, indultado por el Cid el 11 de agosto.[7][14][15]